# أبلة نوره (مسلسل)
أبلة نوره مسلسل تلفزيوني تم تصويره في الإمارات العربية المتحدة وبعض من المشاهد في الكويت يضم مجموعة من الفنانين الكويتين والإماراتين. عرض في عام 2008 من بطولة الفنانة الكويتية حياة الفهد، كتبته الكاتبة الكويتية هبة مشاري حمادة وأخرجه المخرج السوري عارف الطويل، وصور المسلسل خلال بداية عام 2007 لكن ظروف إنتاجية حالت دون عرضه وتأجيله لشهر رمضان لعام 2008.

## قصة المسلسل
تدور أحداث المسلسل حول «نوره» (حياة الفهد) المعلمة غير القادرة على الإنجاب والتي تعيش مع زوجها وشقيقه الذي قامت بتربيتهِ وهو صغير في حب وسلام، وتشغل نورة منصب المديرة لإحدى المدارس التي تكون مليئة بالتسيب والغيرة والإهمال وسط بعض المعلمات على عكس بعض المعلمات الملتزمات اللواتي يعانون الظلم وتحاول دائمًا حل مشاكل الطالبات والمعلمات بطريقتها الخاصة.

## الفنانين المشاركين بالعمل
- ابلة نورة: حياة الفهد
- عبد الرحمن: أحمد الجسمي
- ابلة ليلى: فاطمة الحوسني
- ابلة ربى: مرام
- ظبية: هند البلوشي
- خالد: حمد العماني
- ابلة امل: يلدا
- مهرة: ملاك
- الوكيلة موزة: آلاء شاكر
- نسيمة ظاهر
- ابلة كوثر: عائشة عبد الرحمن
- الدكتور يوسف: باسم عبد الأمير
- فرج: مروان عبد الله
- والد ظبية: منصور الفيلي
- ابلة فايقة: أشجان
- هيفاء: مروة راتب
- منى الفالح